# Rabdophaga tumidosae
Rabdophaga tumidosae är en tvåvingeart som först beskrevs av Ephraim Porter Felt 1908.  Rabdophaga tumidosae ingår i släktet Rabdophaga och familjen gallmyggor.
Artens utbredningsområde är Ontario. Inga underarter finns listade i Catalogue of Life.